# Васил Василев (актьор)
Вижте пояснителната страница за други личности с името Васил Василев.
Васил Иванов Василев е български актьор.

## Биография
Роден е в София на 30 април 1939 г. През 1963 г. завършва актьорско майсторство в класа на Стефан Сърчаджиев във ВИТИЗ „Кръстьо Сарафов“. Дебютира през 1963 г. на сцената на Драматичен театър „Рачо Стоянов“ в Габрово с ролята на Огнян от „Иван Шишман“ на Камен Зидаров. След това играе на сцените на драматичните театри в Димитровград и Хасково, а от 1967 до 1999 г. е актьор Драматичен театър „Адриана Будевска“ в Бургас.
Умира на 15 януари 2000 г. в Бургас.

## Роли
Васил Василев изиграва множество роли, по-известни са:
- Ричард III – „Ричард III“ на Уилям Шекспир;
- Старата разбойничка – „Снежната кралица“ на Ханс Кристиян Андерсен;
- Осип – „Ревизор“ на Николай Гогол;
- Сотив – „Хоро“ на Антон Страшимиров;
- Селянина – „Сам=ко от велур“ на Станислав Стратиев;
- Селямсъза – „Чичовци“ на Иван Вазов.[1]

## Телевизионен театър
- „Любов необяснима“ (1976) (от Недялко Йорданов, реж. Недялко Йорданов)
- „Скъперникът“ (1972) (Молиер)

## Филмография
- Забравете този случай (1985) – Димитър Алексиев Хадживасилев
- Василена (тв, 1980) – Васил, овчар и управител на чифлика
- Зима (тв, 1980)
- Кажи ми, Кармен... (1979)
- 07 обади се („07 zglos sie“) (1976-1987), 21 серии, Полша – бодигард (в 1 епизод, „Przerwany urlop“ (1987))